# Oluf Christian Dietrichson

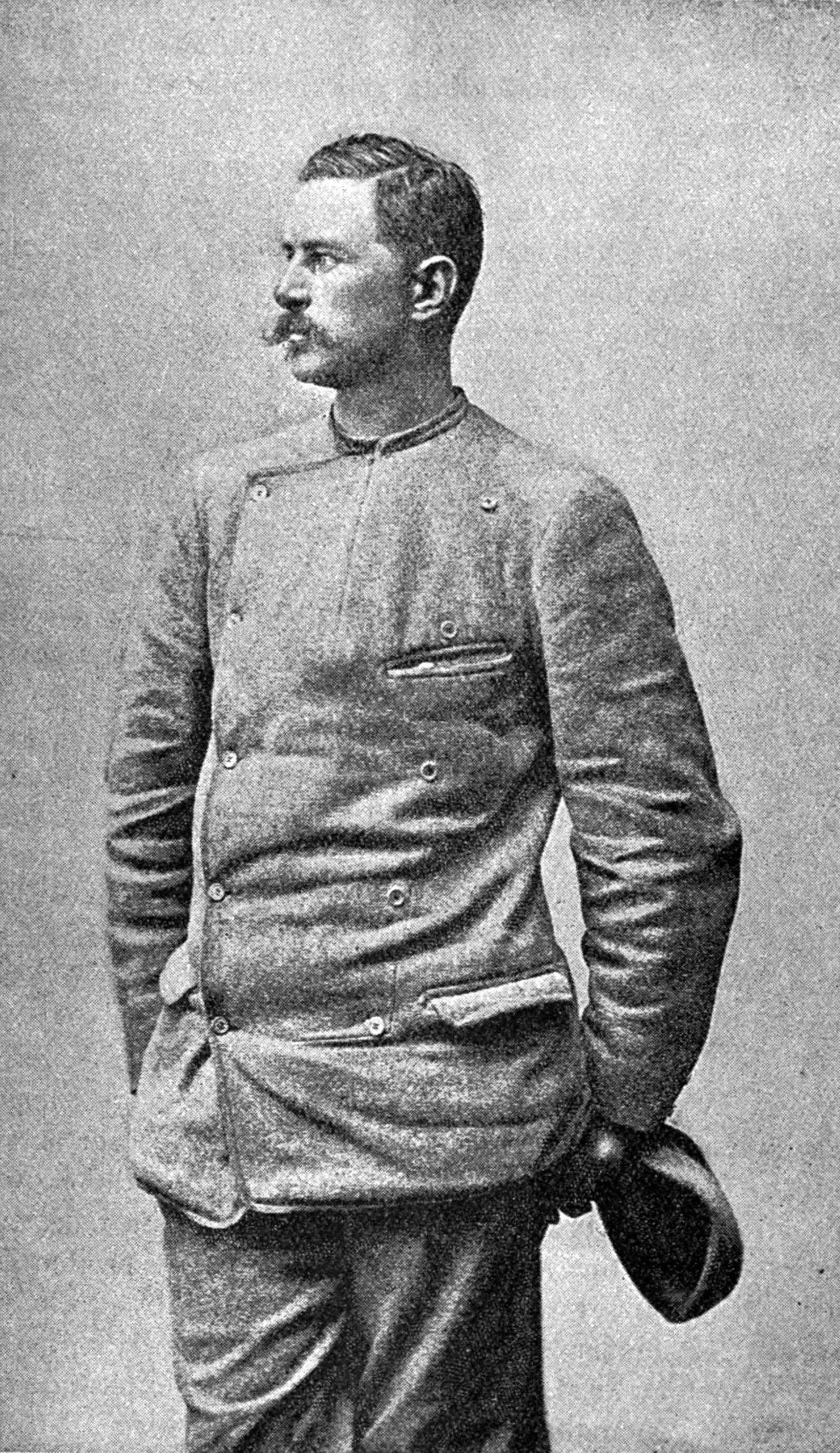
Oluf Christian Dietrichson

Oluf Christian Dietrichson (3 de mayo de 1856-20 de febrero de 1942) fue un explorador y oficial militar noruego. Fue miembro de la expedición de Groenlandia de 1888 dirigida por Fridtjof Nansen, el primer cruce documentado de Groenlandia.

Oluf Dietrichson nació en Skogn (ahora Levanger) en Nord-Trøndelag, Noruega. Su padre, Peter Wilhelm Kreidahl Dietrichson, fue empleado como médico jefe en el Hospital Nord-Trøndelag. Recibió una educación militar y fue oficial al mando en Kristiansand de 1918 a 1924. Dietrichson continuó su carrera militar y ascendió a General de División.
En 1888, Fridtjof Nansen reunió un equipo con el propósito de cruzar la capa de hielo de Groenlandia. Dietrichson participó como topógrafo, topógrafo metrológico y cartógrafo. Los otros participantes en la expedición de Groenlandia fueron Otto Sverdrup, Samuel Balto, Ole Nielsen Ravna y Kristian Kristiansen.

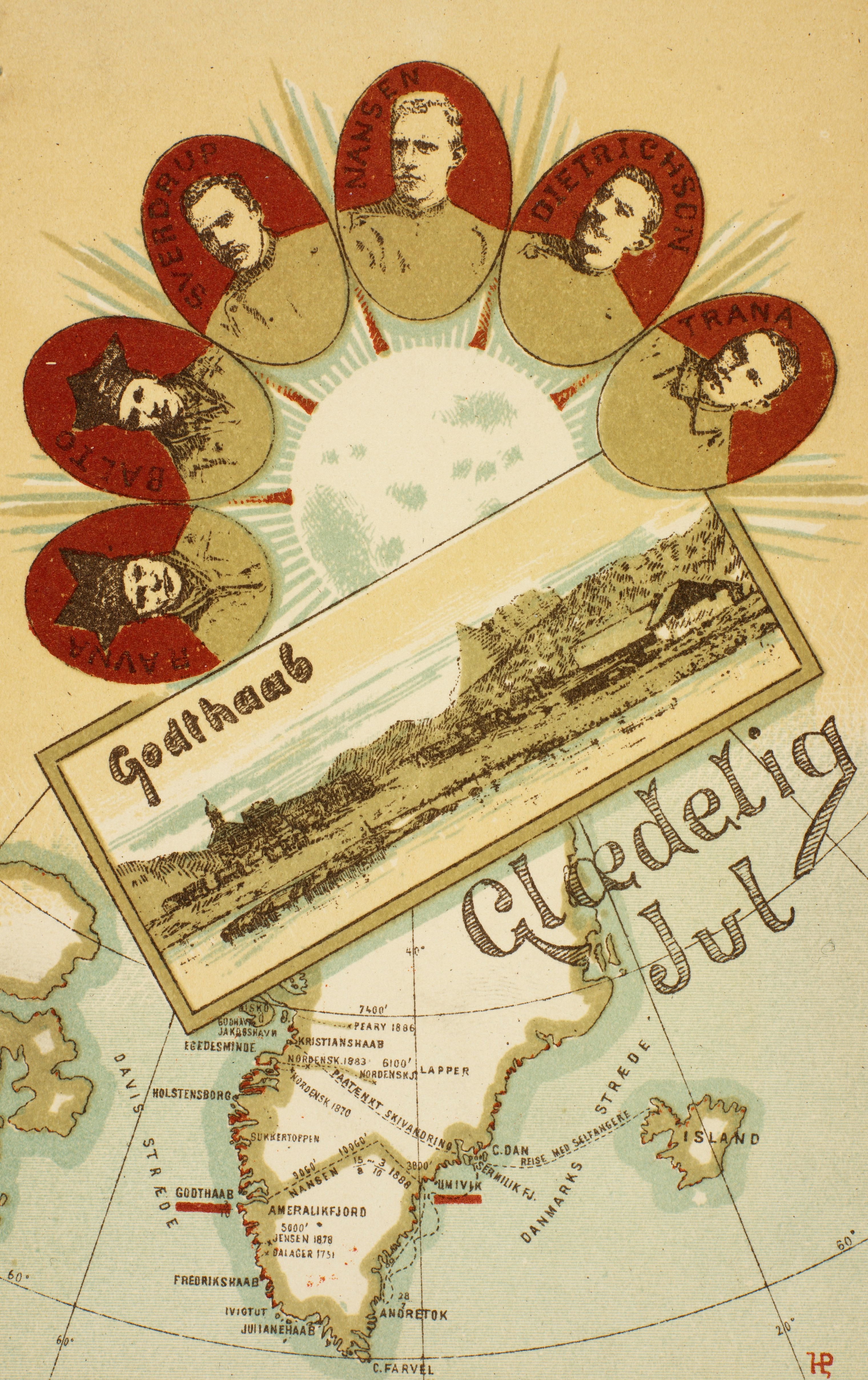
Postal con retratos de los miembros de la Expedición de Groenlandia: Ole Nielsen Ravna, Samuel Balto, Otto Sverdrup, Fridtjof Nansen, Oluf Christian Dietrichson and Kristian Kristiansen

## Otros recursos
- Nansen, Fridtjof (tr. H.M. Gepp) (1890). The First Crossing of Greenland. London: Longmans, Green. ISBN 978-1-108-03109-7.

- Datos: Q3438144
- Multimedia: Oluf Dietrichson / Q3438144